# 대한민국의 보건복지부 차관
보건복지부 차관(保健福祉部 次官)은 장관을 보좌하는 직위로, 정무직공무원으로 보한다.

## 임명
- 보건복지부 차관은 대통령이 임명한다.

## 역할
- 보건복지부 차관은 장관을 보좌하여 소관사무를 처리하고 소속공무원을 지휘·감독하며, 장관이 사고로 직무를 수행할 수 없으면 그 직무를 대행한다.

## 역대 차관

### 사회부 차관
| 정부      | 대수 | 이름           | 임기                            | 비고 |
| --------- | ---- | -------------- | ------------------------------- | ---- |
| 제1공화국 | 초대 | 오종식(吳宗植) | 1948년 8월 3일~1949년 1월 27일  |      |
| 제1공화국 | 2대  | 최창순(崔昌順) | 1949년 1월 27일~1952년 1월 11일 |      |
| 제1공화국 | 3대  | 김용택(金容澤) | 1952년 2월 9일~1955년 2월 16일  |      |

### 보건부 차관
| 정부      | 대수 | 이름           | 임기                            | 비고 |
| --------- | ---- | -------------- | ------------------------------- | ---- |
| 제1공화국 | 초대 | 이갑수(李甲洙) | 1949년 6월 11일~1950년 2월 17일 |      |
| 제1공화국 | 2대  | 임문환(任文桓) | 1950년 12월 27일~1951년 5월 7일 |      |
| 제1공화국 | 3대  | 최재유(崔在裕) | 1951년 6월 25일~1952년 2월 6일  |      |
| 제1공화국 | 4대  | 정준모(鄭準謨) | 1952년 2월 7일~1954년 2월 17일  |      |
| 제1공화국 | 5대  | 정진욱(鄭鎭旭) | 1954년 3월 15일~1955년 2월 17일 |      |

### 보건사회부 차관
| 정부        | 대수           | 이름                            | 임기                              | 비고     |
| ----------- | -------------- | ------------------------------- | --------------------------------- | -------- |
| 제1공화국   | 초대           | 정진욱(鄭鎭旭)                  | 1955년 2월 19일~1956년 6월 28일   |          |
| 제1공화국   | 2대            | 신효선(申孝善)                  | 1956년 6월 29일~1960년 5월 9일    |          |
| 제1공화국   | 3대            | 김학묵(金學默)                  | 1960년 5월 12일~1960년 8월 23일   |          |
| 제2공화국   | 4대            | 박찬현(朴瓚鉉)                  | 1960년 8월 23일~1961년 5월 3일    | 정무차관 |
| 제2공화국   | 4대            | 김학묵(金學默)                  | 1960년 8월 23일~1960년 10월 4일   | 사무차관 |
| 제2공화국   | 5대            | 이병학(李丙學)                  | 1960년 10월 4일~1961년 6월 25일   | 사무차관 |
| 제2공화국   | 5대            | 최영근(崔泳謹)                  | 1961년 5월 3일~1961년 8월         | 정무차관 |
| 제2공화국   | 6대            | 한국진(韓國鎭)                  | 1961년 9월 1일~1963년 12월 16일   |          |
| 제3공화국   | 7대            | 강봉수(姜鳳秀)                  | 1963년 12월 17일~1964년 7월 7일   |          |
| 제3공화국   | 8대            | 손정선(孫正濬)                  | 1964년 7월 7일~1966년 12월 28일   |          |
| 제3공화국   | 9대            | 김도창(金道昶)                  | 1966년 12월 28일~1969년 10월 27일 |          |
| 제3공화국   | 10대           | 홍종관(洪種寬)                  | 1969년 10월 27일~1974년 3월 7일   |          |
| 제4공화국   | 10대           | 홍종관(洪種寬)                  | 1969년 10월 27일~1974년 3월 7일   |          |
| 11대        | 박승함(朴承咸) | 1974년 3월 7일~1979년 12월 20일 |                                   |          |
| 12대        | 나도헌(羅燾憲) | 1979년 12월 20일~1981년 8월 6일 |                                   |          |
| 제5공화국   | 13대           | 김병수(金秉洙)                  | 1981년 8월 6일~1983년 7월 13일    |          |
| 제5공화국   | 14대           | 이헌기(李憲琦)                  | 1983년 7월 13일~1986년 5월 24일   |          |
| 제5공화국   | 15대           | 최수일(崔守一)                  | 1986년 5월 24일~1988년 3월 5일    |          |
| 노태우 정부 | 16대           | 이두호(李斗頀)                  | 1988년 3월 5일~1989년 7월 20일    |          |
| 노태우 정부 | 17대           | 윤성태(尹成泰)                  | 1989년 7월 20일~1992년 3월 31일   |          |
| 노태우 정부 | 18대           | 박청부(朴淸夫)                  | 1992년 4월 1일~1993년 3월 3일     |          |
| 김영삼 정부 | 19대           | 최수병(崔洙秉)                  | 1993년 3월 4일~1993년 9월 6일     |          |
| 김영삼 정부 | 20대           | 주경식(朱京植)                  | 1993년 9월 7일~1994년 12월 22일   |          |

### 보건복지부 차관
| 정부        | 대수 | 이름           | 임기                            | 비고 |
| ----------- | ---- | -------------- | ------------------------------- | ---- |
| 김영삼 정부 | 1대  | 주경식(朱京植) | 1994년 12월 23일~1995년 6월 2일 |      |
| 김영삼 정부 | 2대  | 이기호(李起浩) | 1995년 6월 2일~1997년 3월 7일   |      |
| 김영삼 정부 | 3대  | 전계휴(全啓烋) | 1997년 3월 7일~1997년 8월 8일   |      |
| 김영삼 정부 | 4대  | 김용문(金龍文) | 1997년 8월 8일~1998년 3월 8일   |      |
| 김대중 정부 | 5대  | 최선정(崔善政) | 1998년 3월 9일~1999년 5월 26일  |      |
| 김대중 정부 | 6대  | 이종윤(李鐘尹) | 1999년 5월 26일~2000년 8월 10일 |      |
| 김대중 정부 | 7대  | 장석준(張錫準) | 2000년 8월 11일~2001년 4월 2일  |      |
| 김대중 정부 | 8대  | 이경호(李京浩) | 2001년 4월 2일~2002년 7월 19일  |      |
| 김대중 정부 | 9대  | 신언항(申彦恒) | 2002년 7월 19일~2003년 3월 3일  |      |
| 노무현 정부 | 10대 | 강윤구(姜允求) | 2003년 3월 3일~2004년 7월 20일  |      |
| 노무현 정부 | 11대 | 송재성(宋在聖) | 2004년 7월 20일~2006년 2월 16일 |      |
| 노무현 정부 | 12대 | 변재진(卞在進) | 2006년 2월 16일~2007년 5월 22일 |      |
| 노무현 정부 | 13대 | 문창진(文昌珍) | 2007년 6월 21일~2008년 2월 29일 |      |

### 보건복지가족부 차관
| 정부        | 대수 | 이름           | 임기                             | 비고                            |
| ----------- | ---- | -------------- | -------------------------------- | ------------------------------- |
| 이명박 정부 | 초대 | 이봉화(李鳳和) | 2008년 3월 3일~2008년 10월 22일  | 쌀직불금 부당수령 의혹으로 사퇴 |
| 이명박 정부 | 2대  | 유영학(劉永學) | 2008년 10월 22일~2010년 3월 19일 |                                 |

### 보건복지부 차관
| 정부        | 대수 | 이름           | 임기                             | 비고 |
| ----------- | ---- | -------------- | -------------------------------- | ---- |
| 이명박 정부 | 14대 | 유영학(劉永學) | 2010년 3월 19일~2010년 8월 16일  |      |
| 이명박 정부 | 15대 | 최원영(崔元永) | 2010년 8월 16일~2013년 3월 13일  |      |
| 박근혜 정부 | 16대 | 이영찬(李永燦) | 2013년 3월 13일~2014년 7월 24일  |      |
| 박근혜 정부 | 17대 | 장옥주(張玉珠) | 2014년 7월 24일~2015년 10월 19일 |      |
| 박근혜 정부 | 18대 | 방문규(方文圭) | 2015년 10월 21일~2017년 6월 6일  |      |
| 문재인 정부 | 19대 | 권덕철(權德哲) | 2017년 6월 7일~2019년 5월 23일   |      |

#### 보건복지부 제1차관
| 정부        | 대수 | 이름           | 임기                             | 비고     |
| ----------- | ---- | -------------- | -------------------------------- | -------- |
| 문재인 정부 | 1대  | 김강립(金剛立) | 2019년 5월 23일~2020년 11월 1일  |          |
| 문재인 정부 | 2대  | 양성일(梁誠日) | 2020년 11월 2일~2022년 5월 10일  |          |
| 윤석열 정부 | 3대  | 조규홍(曺圭鴻) | 2022년 5월 10일~2022년 10월 4일  |          |
| 윤석열 정부 | -    | 고득영(高得榮) | 2022년 10월 5일~2022년 10월 24일 | 직무대리 |
| 윤석열 정부 | 4대  | 이기일(李基日) | 2022년 10월 24일~2025년 6월 26일 |          |
| 이재명 정부 | 5대  | 이스란(李스란) | 2025년 6월 26일~                 |          |

#### 보건복지부 제2차관
| 정부        | 대수 | 이름           | 임기                             | 비고 |
| ----------- | ---- | -------------- | -------------------------------- | ---- |
| 문재인 정부 | 1대  | 강도태(姜都泰) | 2020년 9월 9일~2021년 9월 30일   |      |
| 문재인 정부 | 2대  | 류근혁(柳根赫) | 2021년 10월 1일~2022년 5월 10일  |      |
| 윤석열 정부 | 3대  | 이기일(李基日) | 2022년 5월 10일~2022년 10월 24일 |      |
| 윤석열 정부 | 4대  | 박민수(朴敏守) | 2022년 10월 24일~2025년 6월 29일 |      |
| 이재명 정부 | 5대  | 이형훈(李炯燻) | 2025년 6월 29일~                 |      |

## 같이 보기
- 보건복지부
- 보건복지부 장관